# مارك رايت (لاعب كرة قدم مواليد 1981)
مارك رايت (بالإنجليزية: Mark Wright)‏ هو لاعب كرة قدم بريطاني في مركز الهجوم، ولد في 4 سبتمبر 1981 في Chorley ‏ في المملكة المتحدة. لعب مع بريستون نورث إيند.